# アイアシェッケ

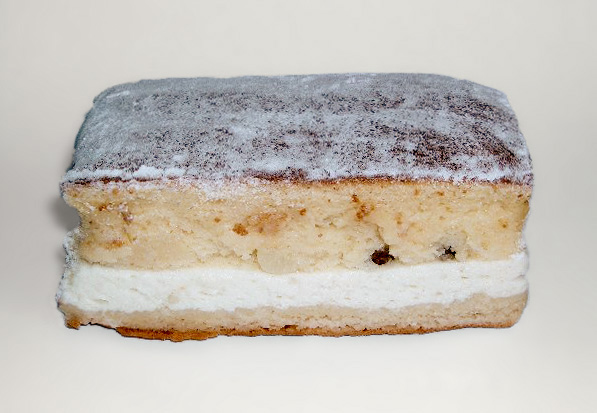
ドレスデン風のアイアシェッケ

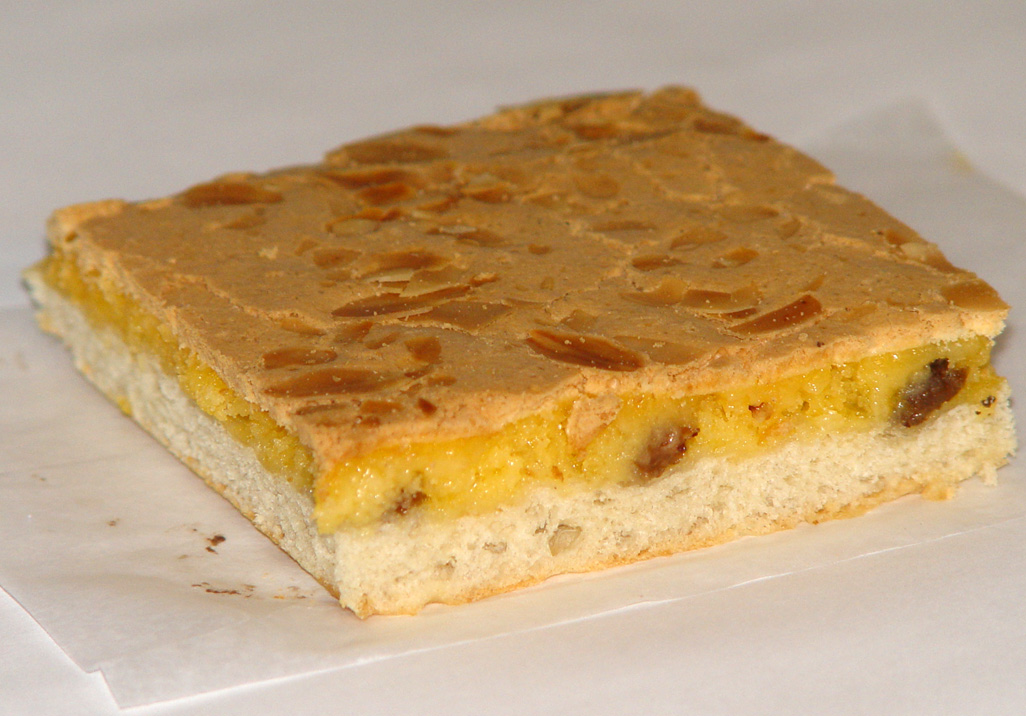
フライベルク風のアイアシェッケ

アイアシェッケ、アイアーシェッケ（独: Eierschecke）は、ドイツのザクセン地方、特にドレスデンの地方菓子。ベイクド・チーズケーキ。

## 概要
名前の由来は、ドイツ語の卵（Eier）と、シェッケ（Schecke）と呼ばれる14世紀の男性服にあるとされる。シェッケはウエストの細いミディアム丈のチュニックで、上部・ベルト・下部の3層構造になっているところがケーキと似ていることから名付けられたという。またScheckeは「まだら」という意味で、焼いた菓子の表面がまだらになることに由来しているともいう。
店によっていろいろなタイプがあるが、標準的なものは卵の入ったカスタードクリーム層、凝乳（Quark、クァルク）、チーズクリーム、クッキーまたはスポンジケーキ生地などの3 - 4層で構成される。
アイアシェッケは、通常食べやすい四角に切って供されるのが普通であるが、店によってはトルテ型のものもないわけではない。